# Anima

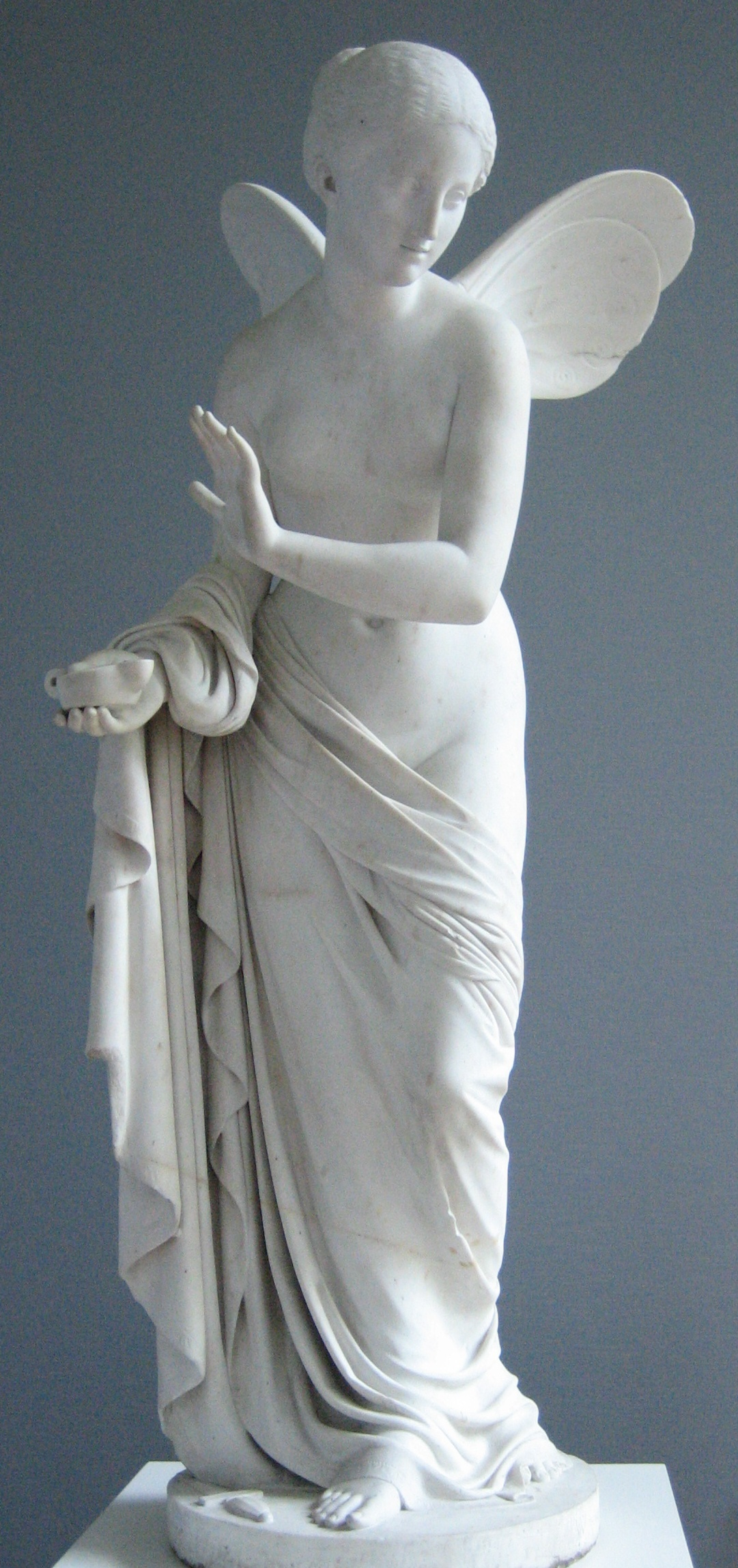
Psiche, personificazione dell'anima nella mitologia greca

L'anima (dal latino anima, connesso col greco ànemos «soffio», «vento»), in molte religioni, tradizioni spirituali e filosofie, è la parte vitale e spirituale di un essere vivente, comunemente ritenuta distinta dal corpo fisico. Tipicamente veniva assimilata al respiro (donde la sua etimologia). Originariamente espressione dell'essenza di una personalità, intesa come sinonimo di «spirito», o «io», a partire dall'età moderna venne progressivamente identificata soltanto con la «mente» o la coscienza di un essere umano.
Nell'anima è spesso implicita l'idea di una sostanziale unità e immutabilità di fondo che permane ai mutamenti del corpo e presiede alle sue funzioni. Le religioni monoteiste affermano che sia Dio a creare o generare le anime. In alcune culture si attribuisce l'anima a esseri viventi non umani e, talvolta, anche a oggetti (come i fiumi), una credenza nota come animismo.
I termini «anima» e «spirito» vengono spesso usati come sinonimi, sebbene il primo possa essere maggiormente legato al principio vitale di una persona, mentre in una visione tripartita dell'essere umano essa svolga una funzione intermediaria tra spirito e corpo.
Anche le parole «anima» e «psiche» possono essere considerate come sinonimi, sebbene «psiche» abbia connotazioni relativamente più fisiche, mentre l'anima è collegata più strettamente alla metafisica e alla religione. Nella Grecia antica si faceva a volte riferimento all'anima con il termine psyche, da collegare con psychein, che analogamente ad anemos significa «respirare», «soffiare». Nell'Induismo in generale si fa riferimento all'Ātman.
Una differenza di estensione concettuale esiste poi tra i termini italiani «anima» e «animo», dalla stessa origine etimologica, ma quest'ultimo viene usato con significati più limitati rispetto al primo.

## Antichità

### Antico Egitto
Per gli antichi Egizi, l'essenza spirituale dell'uomo è costituita da tre elementi soprannaturali: l'akh, il ba, e il ka.

### Persia
Anche nello Zoroastrismo persiano esisteva l'idea dell'anima e di un giudizio dopo la morte, tanto che le anime dovevano attraversare un sottilissimo ponte, il Cinvat.

### Iran
E così pure il Mitraismo iranico predicava una via iniziatica per la salvezza dell'anima.

### Antica Grecia
Nel mondo della Grecia arcaica, nei riti misterici dell'orfismo, il corpo fisico è una «prigione» per l'anima, significato sottolineato dall'assonanza dei termini σῶμα (soma) = corpo, e σῆμα (sema) = tomba, prigione da cui essa deve liberarsi attraverso i riti iniziatici, senza i quali rimane degradata a uno stato di non-esistenza, che la condanna alla trasmigrazione. Altri culti misterici a carattere soteriologico furono i Misteri di Eleusi e i misteri dionisiaci.
Con Socrate per la prima volta il concetto di anima diventa il centro degli interessi della filosofia occidentale. Prima di lui, i filosofi erano soliti occuparsi di questioni attinenti al mondo o alla natura, e la nozione di anima possedeva connotati esclusivamente mitologici, ad esempio negli autori epici come Omero e Virgilio, dove era assimilata ad un "soffio" che abbandona il corpo nel momento della morte; allora si riteneva che essa avesse soltanto la consistenza di un'ombra, capace di sopravvivere nell'Ade ma senza più poter esplicare la sua energia vivificatrice.
È solo con Socrate, tuttavia, e col il suo successore Platone, che sarà utilizzato il termine psyché («anima») per designare il mondo interiore dell'uomo, a cui viene ora assegnata piena dignità.
(Giovanni Reale, Storia della filosofia antica, Vita e pensiero, Milano 1975)
Secondo Platone, l'anima è per sua natura simbolo di purezza e spiritualità, in quanto affine alle idee. Nel decimo capitolo del dialogo delle Leggi, si afferma che l'anima è immateriale, incorporea e costituita dalla sostanza degli dei. Il Timeo introduce la nozione di un'Anima del mondo che genera le anime particolari. Queste hanno origine nel soffio divino (da cui il significato stesso della parola, ossia: vento, soffio) ed è ripartita, secondo il mito del carro e dell'auriga, in tre attività: quella razionale (loghistòn) che funge da guida, quella volitiva-irascibile (thumoeidès) animata dal coraggio, e quella concupiscibile (epithymetikòn) soggetta ai desideri. L'anima presente in ogni uomo sarebbe inoltre un frammento dell'anima del mondo. Secondo la contrapposizione gnostica tra Dio (pura perfezione, bene) e materia (imperfezione, male), ripresa dallo stesso Platone, l'anima sarebbe stata calata da Dio in un corpo materiale e perciò contaminata dall'intrinseca malvagità della materia stessa.
Nel tentativo di superare il dualismo platonico, Aristotele intende l'anima come entelechia: essa non è distinta dal corpo, ma coincide con la sua forma. L'anima per lui rappresenta la capacità di realizzare le potenzialità vitali del corpo, e dunque non è da questo separabile; per conseguenza, sarebbe mortale, anche se si tratta di una conclusione su cui egli non dà un giudizio definitivo. Un principio di eternità riposa in effetti nell'anima intellettiva, che però opera senza il supporto di un organo corporeo. Aristotele non chiarisce i rapporti tra quest'anima e le altre, né se l'eternità dell'anima intellettiva sia anche individuale; del problema discuterà la filosofia medievale. Di tale principio Aristotele distingue invece le funzioni, personificandole in tre livelli della medesima anima:
- anima vegetativa, che governa le funzioni fisiologiche istintive (quelle che noi chiamiamo "animali", appunto: nutrizione, crescita, riproduzione);
- anima sensitiva, che presiede al movimento e all'attività sensitiva;
- anima intellettiva, che è la fonte del pensiero razionale e governa la conoscenza, la volontà e la scelta.

Per Plotino, che rigetta la definizione aristotelica dell'anima come "atto" di un corpo vivo solo in potenza, l'Anima è la terza ipostasi, la cui essenza è immortale, intellettiva e divina. Vi è un'anima universale, emanazione della sovra-realtà dell'Intelletto, che plasma e vitalizza l'intero universo (diventando Anima del mondo), e anime individuali, per tutti gli esseri viventi. Seguendo il Timeo di Platone, Plotino attribuisce anime anche agli astri e ai pianeti.

#### La doppia anima
La singolarità del pensiero di questo filosofo riguardo all'anima sta nel suo averla sdoppiata in "Anima superiore", originaria e legata al divino, e "Anima inferiore" (appunto Anima del mondo), preposta al governo del cosmo o, nel caso degli individui, al governo del corpo.
L'anima originaria per il filosofo non è mai oggetto di "caduta" e non discende mai nel mondo materiale. La discesa nel corpo consiste infatti in una propensione ("inclinazione") verso il sensibile e il particolare che si realizza in una sorta di emanazione. L'anima originale (a. superiore) produce così una specie di riflesso, una seconda parte dell'anima (a. inferiore) la cui funzione consiste nel muovere e guidare il corpo. Ciò avviene sia a livello individuale (ogni essere vivente possiede infatti un'anima superiore rivolta all'Intelletto e in perenne contemplazione, e un'anima inferiore, visibile come governo dell'anima e identificata con l'Io terreno) che a livello universale (l'Anima ipostasi, che procede dall'intelletto, emana da sé l'anima del mondo - l'anima inferiore dell'universo - che plasma e muove armoniosamente il tutto).
Per quanto riguarda l'etica, Plotino ritiene che l'anima superiore sia esente dal peccato e dalla corruzione, questo perché i comportamenti e gli atteggiamenti scorretti sono esclusivamente da riferire all'anima inferiore e al suo commercio con la materia. Il percorso dell'anima e la sua conversione è un processo dell'anima inferiore, che può elevarsi verso le prime realtà attraverso l'unione e il riassorbimento con l'anima superiore.
Le due anime possiedono ciascuna funzioni cognitive proprie: entrambe sono dotate di capacità di pensiero, anche se si tratta di modalità di pensiero differenti e di immaginazione. Per Plotino - come per Platone e Aristotele - l'immaginazione è funzione della memoria, quindi il suo sdoppiamento dà luogo a due tipi diversi di ricordi (per l'anima inferiore si tratta di ricordi di oggetti sensibili e di esperienze terrene, mentre per l'anima superiore si tratta di reminiscenza). La comunicazione tra le due anime avviene continuamente in maniera spontanea proprio attraverso il continuo confronto dei ricordi sensibili provenienti dal basso con gli archetipi contemplati dalla parte superiore. Le passioni sono invece tipiche dell'anima inferiore, anche se in alcuni passi si parla di passione in riferimento all'anima superiore, si tratta di un desiderio ancestrale che la tiene unita all'Intelletto.

#### L'atomismo
A differenza delle concezioni fin qui prevalenti, Democrito teorizzava un materialismo che pure ammetteva l'esistenza di un'anima, comunque mortale, composta dagli atomi sferici del fuoco.
Anche il suo discepolo Epicuro non credeva in un'anima immortale, seppur ritenendola esistente e attribuendole una sostanza corporea, composta di atomi, sparsi per l'organismo. Per lui la morte era qualcosa di definitivo che consisteva appunto nel dissolvimento dell'anima, ma si può notare come a differenza del suo maestro Democrito, da cui riprende la dottrina, Epicuro attribuiva all'anima delle qualità rispetto al corpo, come la capacità di sentire o di patire, contrapposte al mero meccanicismo della quantità, e senza le quali il corpo, anche restando integro, di fatto non vivrebbe.

### Latini
I latini, come è noto, non furono grandi speculatori di pensiero astratto, e utilizzarono serenamente per le proprie speculazioni filosofiche strutture provenienti da altre culture. Tanto che il grande filosofo-poeta epicureo Lucrezio, all'inizio del suo De rerum natura, afferma di non sapere in cosa consista la natura dell'anima, limitandosi ad accennare alle teorie correnti, compresa quella della reincarnazione, senza mostrare alcun interesse a privilegiarne una:
(Lucrezio, De rerum natura, I, 112-116)
Riecheggia questa indifferenza filosofica – accanto ad un sentimento personale di compassione – la piccola ode dell'imperatore Adriano, due secoli dopo (i cui primi versi sono noti ai moderni soprattutto per essere stati posti da Yourcenar in testa alle sue Memorie di Adriano):

## Padri della Chiesa
Tra i padri della Chiesa prevaleva una concezione tripartita dell'essere umano, poi abbandonata. Secondo Ireneo di Lione, «vi sono tre principi dell'uomo intero: il corpo, l'anima e lo spirito. Quello che salva e che forma è lo spirito. L'altro, che è unito e formato, è il corpo. Poi un intermediario tra i due è l'anima. Questa talora segue lo spirito ed è elevata da lui. Talora anche condiscende al corpo e si abbassa alle voglie terrestri».
Così anche secondo Origene, «l'anima è una specie di intermediario». Lo stesso Origene riconduce l'etimologia della parola anima (psychè) al termine greco psycron che significa "freddo", uno dei quattro elementi costitutivi del corpo umano che secondo la fisiologia antica in caso di squilibri avrebbe potuto generare le malattie psicosomatiche.
Nel De anima et eius origine (Sull'anima e la sua origine), scritto tra il 419 e il 420, il teologo di Ippona afferma la natura immateriale dell'anima, preceduto dal De principiis (II, 8)
di Origene che aveva contraddetto il trattato Sull'anima di Tertulliano, perché l'anima possiede una facoltà intellettuale che ha per oggetto l'intellegibile non materiale. resta invece incerto e non specificato se l'anima sia generata dai genitori al momento del concepimento, trasmettendo il peccato originale nella carne, oppure se essa sia generata da Dio e portata dagli angeli nel corpo del nascituro.
Per sant'Agostino, che risente dell'influsso neoplatonico, l'anima umana possiede una facoltà superiore, spirituale, in cui si fa sentire la presenza di Dio, ed una inferiore, rivolta agli enti materiali. Lo spirito consiste nell'attività della mente con cui l'anima può conoscere le verità intellegibili, mentre le sensazioni provate dal corpo sono sempre in realtà di natura animica. Permane in Agostino l'esigenza di una visione unitaria delle tre parti dell'uomo, in cui l'anima funga da intermediaria tra spirito e corpo, ora elevandosi alla luce intuitiva della sapienza (ratio superior), ora rivolgendosi alle attività mondane ad un livello logico-scientifico (ratio inferior).
(Agostino, La città di Dio, XIII, 24, 2)
L'anima è immagine della Trinità: come Dio è Uno in tre divine persone, così l'anima è una sola sostanza in tre facoltà, che sono la memoria, l'intelletto e la volontà. Come le tre divine persone operano sempre congiuntamente e mai in modo diviso, così in ogni operazione dell'anima esiste il concorso delle tre facoltà del ricordare (memoria), del comprendere (intelletto) e del volere. Secondo l'Itinerarium mentis in Deum di San Bonaventura, la memoria genera l'intelletto, così come Dio Padre genera Dio Figlio, Verbo e Sua mente poi incarnatasi per la Redenzione del genere umano. La memoria è un eterno presente indivisibile che abbraccia passato, presente e futuro; che contiene principi semplici superiori, come il punto, l'istante e l'unità, che sono assenti nel mondo esterno e quindi infusi da un Principio superiore; che è capace di riconoscere immediatamente come veri gli assiomi delle scienze, quali il principio di non-contraddizione o il fatto che il tutto è maggiore della parte. L'intelletto è capace di giudicare gli enti manchevoli e imperfetti soltanto grazie al fatto che vede l'Essere perfetto. In sintesi, la memoria è eterna e rinvia al Padre Eterno; l'intelletto, che rivela le verità della memoria, rinvia al Figlio Dio (il quale anche rivela le verità del Padre Dio); la volontà realizza il Sommo Bene che la memoria e l'intelletto hanno pensato, così come lo Spirito Santo vuole e realizza il Sommo Bene pensato dal Padre. San Giovanni della Croce pose in relazione le tre facoltà dell'anima agostiniana con le tre virtù teologali.
La questione della doppia anima, di cui una di natura puramente spirituale e perciò del tutto separata dal corpo sulla scorta della tripartizione paolina, rimase in seguito dibattuta, finché nei Concili di Costantinopoli dell'869-870 e dell'879-880 venne affermata l'unicità dell'anima umana, escludendo come anatema la presenza di una parte superiore intellettiva priva di unione diretta con quella carnale.

## Gli spiriti animali
La questione della natura dell'anima aveva riguardato sin dall'antichità non solo l'ambito letterario e filosofico ma anche quello medico, nel quale si cercò di conciliare la psicologia di Aristotele con la fisiologia di Galeno, individuando per ognuna delle facoltà animiche (vegetativa, sensitiva e intellettiva) l'organo di attuazione delle loro capacità potenziali in relazione ai quattro umori.
Galeno aveva sostenuto che la loro attività corrispondeva all'azione di tre spiriti (in greco pneumata), ognuno preposto a una specifica facoltà, ovvero:
- gli spiriti naturali, risiedenti nel fegato, che alimentavano e facevano crescere ogni parte del corpo;
- gli spiriti vitali, provenienti dai polmoni, che rifornivano l'organismo di calore;
- e gli spiriti animali o psichici (nel senso di «animici»), che erano preposti all'attività mentale.[46]

Quest'ultimi si comportavano ognuno come un vero e proprio strumento (organon) al servizio dell'anima, ovvero «primum instrumentum animae» secondo la definizione di Alberto Magno, essendo pensate come sostanze sottilissime che rendevano possibile le funzioni motorie e le trasmissioni sensoriali nel corpo umano.
Sul piano filosofico fungevano in un certo senso da intermediari nel tentativo di risolvere la difficile questione del rapporto dualistico tra mente e materia.
La sede delle facoltà psichiche secondo il De Anima di Aristotele era il cuore, mentre Galeno la collocava nel cervello. La diversità di orientamenti diede luogo a un dibattito che si protrasse lungo il Medioevo fino all'età cartesiana.

## Anima Mundi
Concetto di origine orientale denominato Ātman e, probabilmente attraverso gli orfici o i pitagorici, arrivato a Platone che nel Timeo la chiama megàle psyché ("grande anima"). Richiamandosi alla tradizione dell'ilozoismo arcaico, per il quale il mondo è una sorta di grande animale, Platone lo vede supportato dall'Anima del Mondo, infusagli dal Demiurgo, che impregna il cosmo e gli dà vitalità generale.
Alcuni autori cristiani lo identificarono con lo Spirito Santo, anche se il termine risultò piuttosto sospetto a qualche teologo cristiano in quanto evocava princìpi panteistici come il Logos degli stoici o la terza ipostasi di Plotino, chiamata appunto anima.
Attraverso il neoplatonismo di Plotino e dei suoi epigoni il concetto, con varie denominazioni, arriva alla cultura rinascimentale e ha un importante rilancio a cominciare da Marsilio Ficino, seguito più tardi da Giordano Bruno.
È una nozione particolarmente cara al pensiero magico e mistico, che viene rielaborata in occidente nel periodo romantico da Schelling.

## Animo
Al posto di anima si fa spesso ricorso anche al termine animo, per riferirsi in modo più circoscritto alla sede degli affetti, dei sentimenti, delle facoltà mentali quali l'attenzione, l'inclinazione, il pensiero o la memoria, all'origine della volontà e dei propositi, delle disposizioni di spirito, al coraggio. Jung utilizzava i termini latini anima e animus per indicare le istanze superiori che governano rispettivamente la psiche maschile e quella femminile.

## Il concetto di anima nelle religioni monoteiste

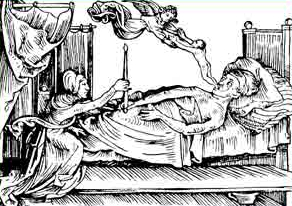
Un angelo prende l'anima di un morente (secolo XV)

### Ebraismo
La Bibbia ebraica non ha una definizione sistematica dell'anima, anche se nella letteratura rabbinica classica, è possibile trovare diverse descrizioni dell'anima dell'uomo. Nella bibbia ebraica vi sono tuttavia più termini che, nelle elaborazioni successive delle varie religioni, sono stati collegati al concetto di anima.
- Il primo è Nèfesh (נפש in lingua ebraica) e indica l'uomo come essere vivente. Nel canone ebraico la parola nèfesh ricorre 754 volte, di cui 115 con la forma presente per la prima volta in Genesi  1,20[53].[54][55]

La costituzione dell'uomo come "Nefesh" è descritta in Genesi 2,7, dove lo stesso morfema si trova all'interno del termine lə·ne·p̄eš, le cui occorrenze indicano il principio della vita e della morte del corpo:
La nefesh non si identifica con il soffio di vita che proviene da Dio, ma indica il respiro. In questo senso l'essere animato (Nèfesh) va incontro alla morte, identificata con lo Sheol o Inferi, il luogo della morte.
- Esiste inoltre il termine Ruach (רוח in ebraico), in greco pnéuma e in latino spiritus. Pnèuma deriva dal verbo pnèo, che significa "respirare" o "soffiare", e si ritiene che anche l'ebraico rùach derivi da una radice che ha lo stesso significato, ed indica l'alito vitale comunicato da Dio all'uomo.

Giobbe 36:13-15 e Salmi 78:49-51 impiegano la parola ebraica wə·ḥay·yā·ṯām in riferimento alla morte come punizione divina nei confronti di un corpo e di un'anima macchiati dal peccato. Tale termine è reso sia genericamente con "vita" sia con il progressivo e graduale distacco dell'"anima", che si allontana dalla presenza salvifica di Dio ("non invocano aiuto") e dalla Sua frequente pietà per la colpa del prossimo (Salmi 78:32-42), finendo per accumulare l'ira, cessare di imitarLo, non essere liberato dalla trappola tesa dai propri nemici e cadere nel tradimento della perversione del cuore, della bestemmia, del giudizio empio e dell'iniquità, prima di una giovane morte.
Saadia Gaon e Maimonide spiegano il classico insegnamento rabbinico sull'anima attraverso le lenti della filosofia neo aristotelica. Il primo sostiene che l'anima è quella parte dell'uomo che è costituita di desideri fisici, emozioni e pensiero. Il secondo, (nella Guida dei Perplessi) intende l'anima come l'intelletto sviluppato privo di sostanza.
Nella Qabbalah e nello Zohar (un trattato di mistica) l'anima è vista come composta da tre elementi basilari, in rari casi con l'aggiunta dei più elevati: Nefesh, Ru'ah, e Neshamah. Queste ultime due sono parti dell'anima non presenti dalla nascita ma si creano lentamente col passare del tempo. Il loro sviluppo dipende dall'agire e dalle credenze dell'individuo. Di esse si dice che esistano in forma completa negli individui spiritualmente avanzati. Essi sono solitamente spiegati in questi termini:
- Nefesh La parte inferiore o "funzioni animali" dell'anima. Si riferisce agli istinti e funzioni vitali. Si trova in tutti gli uomini, ed entra nel corpo fisico al momento della nascita. È all'origine della natura fisica e psicologica.
- Ruach L'anima mediana, o spirito. Essa consiste nelle virtù morali e nella capacità di distinguere il bene dal male. Nel linguaggio moderno è analoga alla psiche o all'ego.
- Neshamah L'anima superiore, il Sé più elevato. Essa distingue l'uomo da tutte le altre forme di vita. Ha a che fare con l'intelletto, e permette all'uomo di godere e beneficiare della vita dell'aldilà. Questa parte è comune ad ebrei e non ebrei al momento della nascita. È la parte che permette la consapevolezza dell'esistenza e presenza di Dio.

Nello Zohar si dice che, dopo la morte, il Nefesh si dissolve, il Ruach si trasferisce in una sorta di stato intermedio dove è sottoposto ad un processo di purificazione ed entra in una specie di "paradiso transitorio", mentre Neshamah ritorna alla sua fonte, il mondo delle idee platonico, dove gode del "bacio dell'amato". Si ritiene che dopo la resurrezione Ruach e Neshamah, anima e spirito, si riuniscano in una forma definitiva trasmutata.
Il Raaya Meheimna, un trattato cabbalistico pubblicato assieme allo Zohar, aggiunge due parti ulteriori all'anima umana: Chayyah e Yehidah. Gershom Scholem scrive che essi sono considerati i livelli più sublimi della cognizione intuitiva e si trovano solo in pochi individui eletti:
- Chayyah La parte dell'anima che permette la consapevolezza della forza della vita divina stessa
- Yehidah Il livello più elevato dell'anima, nella quale si raggiunge la più intima unione con Dio.

Molti studiosi del Talmud ritengono che l'infusione dell'anima nell'embrione avvenga non prima del quarantesimo giorno.
Nei libri dell'Ecclesiaste e della Genesi, si trovano dei versi rilevanti per la distinzione, forte nel cristianesimo, fra uomo ed animale, o meglio fra persona e individuo:
[20]. Tutti vanno in un medesimo luogo; tutti vengon dalla polvere, e tutti ritornano alla polvere.
[21]. Chi sa se il soffio dell'uomo sale in alto, e se il soffio della bestia scende in basso nella terra?»
(Ecclesiaste, cap. 3, versi 19-21)
[19] Infatti la sorte degli uomini e quella delle bestie è la stessa; come muoiono queste muoiono quelli; c'è un solo soffio vitale per tutti. Non esiste superiorità dell'uomo rispetto alle bestie, perché tutto è vanità. 
[20] Tutti sono diretti verso la medesima dimora: 
tutto è venuto dalla polvere 
e tutto ritorna nella polvere. 
[21] Chi sa se il soffio vitale dell'uomo salga in alto e se quello della bestia scenda in basso nella terra?
[22] Mi sono accorto che nulla c'è di meglio per l'uomo che godere delle sue opere, perché questa è la sua sorte. Chi potrà infatti condurlo a vedere ciò che avverrà dopo di lui?»
(Ecclesiaste, cap. 3, versi 19-22)

### Cristianesimo

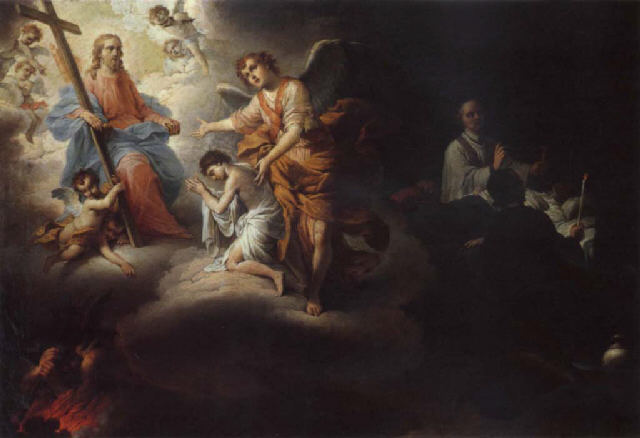
La presentazione dell'anima a Dio (Giacomo Zampa)

Nel Nuovo Testamento non esiste una definizione univoca di anima, sebbene esistano dei riferimenti a una sopravvivenza dell'anima dopo la morte.
Paolo di Tarso fa riferimento ad una tripartizione dell'uomo, nominando il corpo, l'anima e lo spirito, già presente in Platone. La parola psychè (ψυχή, in lingua greca) ricorre da sola 102 volte, la prima dei quali nel Vangelo di Matteo 2,20, ed è usata nelle citazioni di passi dell'Antico Testamento dove è presente il termine nefesh. Talvolta le due parole psyche e pneuma finiscono per assumere il medesimo significato.
Il termine greco psychè, tra l'altro, poteva significare non solo l'“anima come personalità e carattere”, ma anche come "vita", o usato per indicare la persona stessa. Anche in opere greche non bibliche il termine includeva tutto il vivente e non solo la parte "pensante". Naturalmente opere del genere si basano più che altro sugli scritti di autori greci classici, e includono tutti i significati attribuiti alla parola dai filosofi greci pagani, fra cui "anima" dei morti, "anima, come sussistente senza il corpo, o contrapposta ad esso", ecc.

Dal momento che alcuni filosofi pagani pensavano che l'anima alla morte uscisse dal corpo, il termine psychè significava anche "farfalla", creatura che subisce una metamorfosi, trasformandosi da crisalide in creatura alata.
Ferma restando la terminologia adoperata nelle Scritture, che fa riferimento ad un'inconfutabile distinzione concettuale tra il corpo e lo spirito, il Cristianesimo delle origini si concentrò, almeno nei primi tempi, sul concetto di resurrezione della carne più che su quello di «immortalità» dell'anima; quest'ultima sarebbe divenuta materia di riflessione soltanto dei teologi successivi.

#### Teologia cattolica
La Chiesa cattolica non ha una definizione filosofica esplicita dell'anima, sebbene abbia respinto diverse dottrine come quelle gnostiche che sostenevano che l'anima individuale fosse increata perché della stessa sostanza divina, o la teoria della metempsicosi legata alla reincarnazione, o ancora altre ipotesi nelle quali l'anima (intesa come anima razionale e spirito) non fosse considerata individuale e immortale. Secondo la teologia cattolica, l'anima è personale, libera di scegliere il bene e il male, immortale, soggetta a una sola vita terrena senza possibilità di reincarnazione dopo la morte, presente da sempre nella mente di Dio come idea-progetto di amore per il singolo e per il bene di ogni vivente, ma che non preesiste al corpo ed inizia a "vivere" col nascituro. Fra gli autori ecclesiastici che hanno affrontato l'argomento, che si presenta quasi sempre connesso al tema della resurrezione, sono da annoverare Agostino di Ippona, Tommaso d'Aquino e Bonaventura da Bagnoregio. Mentre Agostino immagina l'anima come una specie di nocchiero del corpo, postulando un certo dualismo, Tommaso d'Aquino insiste sull'unità inscindibile dell'uomo. L'anima è «tota in toto corpore»
Ciò vuol dire che è interamente contenuta in ogni singola parte del corpo umano, e dunque ubiquitaria e non collocabile in un singolo organo (cuore oppure cervello, ecc.), né dal corpo separabile (se non con la morte). L'anima intellettuale è per lui la forma del corpo, e la sua separazione dopo la morte è vista come un esilio, poiché essa è naturalmente unita al corpo, a cui tende con la resurrezione finale.
Di seguito alcuni passi del Catechismo della Chiesa Cattolica:
362 La persona umana, creata a immagine di Dio, è un essere insieme corporeo e spirituale. Il racconto biblico esprime questa realtà con un linguaggio simbolico, quando dice: « Dio plasmò l'uomo con polvere del suolo e soffiò nelle sue narici un alito di vita, e l'uomo divenne un essere vivente » (Gn 2,7). L'uomo tutto intero è quindi voluto da Dio.
363 Spesso, nella Sacra Scrittura, il termine anima indica la vita umana, oppure tutta la persona umana. Ma designa anche tutto ciò che nell'uomo vi è di più intimo e di maggior valore, ciò per cui più particolarmente egli è immagine di Dio: « anima » significa il principio spirituale nell'uomo.
364 Il corpo dell'uomo partecipa alla dignità di « immagine di Dio »: è corpo umano proprio perché è animato dall'anima spirituale, ed è la persona umana tutta intera ad essere destinata a diventare, nel corpo di Cristo, il tempio dello Spirito.
« Unità di anima e di corpo, l'uomo sintetizza in sé, per la sua stessa condizione corporale, gli elementi del mondo materiale, così che questi, attraverso di lui, toccano il loro vertice e prendono voce per lodare in libertà il Creatore. Allora, non è lecito all'uomo disprezzare la vita corporale; egli anzi è tenuto a considerare buono e degno di onore il proprio corpo, appunto perché creato da Dio e destinato alla risurrezione nell'ultimo giorno ».
365 L'unità dell'anima e del corpo è così profonda che si deve considerare l'anima come la « forma » del corpo; ciò significa che grazie all'anima spirituale il corpo, composto di materia, è un corpo umano e vivente; lo spirito e la materia, nell'uomo, non sono due nature congiunte, ma la loro unione forma un'unica natura.
366 La Chiesa insegna che ogni anima spirituale è creata direttamente da Dio – non è « prodotta » dai genitori – ed è immortale: essa non perisce al momento della sua separazione dal corpo nella morte, e di nuovo si unirà al corpo al momento della risurrezione finale.
367 Talvolta si dà il caso che l'anima sia distinta dallo spirito. Così san Paolo prega perché il nostro essere tutto intero, « spirito, anima e corpo, si conservi irreprensibile per la venuta del Signore » (1 Ts 5,23). La Chiesa insegna che tale distinzione non introduce una dualità nell'anima. « Spirito » significa che sin dalla sua creazione l'uomo è ordinato al suo fine soprannaturale, e che la sua anima è capace di essere gratuitamente elevata alla comunione con Dio.
368 La tradizione spirituale della Chiesa insiste anche sul cuore, nel senso biblico di « profondità dell'essere » (« in visceribus »: Ger 31,33), dove la persona si decide o non si decide per Dio.»
(Compendio catechismo della Chiesa Cattolica (2005))
Il Catechismo di San Pio X afferma:
L'uomo é una creatura ragionevole composta d'anima e di corpo.
50. Dite cosa è l'anima?
L'anima è la parte più nobile dell'uomo, perché è sostanza spirituale, dotata d'intelletto e di volontà, capace di conoscere Dio e di possederlo eternamente.
51. L'anima umana si può vedere e toccare?
L'anima nostra non si può né vedere né toccare perché è spirito.
52. L'anima umana muore col corpo?
L'anima umana non muore mai: la fede e la stessa ragione provano che essa è immortale.
53. L'uomo è libero nelle sue azioni?
Si, l'uomo è libero nelle sue azioni; e ciascuno sente dentro se stesso che può fare una cosa e non farla, o farne una piuttosto che un'altra.
54. Spiegate con un esempio la libertà umana. 
Se io dico volontariamente una bugia, sento che potrei non dirla e tacere, e che potrei anche parlare diversamente, dicendo la verità.
55. Perché si dice che l'uomo fu creato ad imagine e somiglianza di Dio?
Si dice che l'uomo fu creato ad imagine e somiglianza di Dio, perché l'anima umana è spirituale e ragionevole, libera nel suo operare, capace di conoscere e di amare Dio e di goderlo eternamente: perfezioni che rispecchiano in noi un raggio dell'infinita grandezza del Signore.
83. Che cosa c'insegna il terzo articolo: Il quale fu concepito di Spirito Santo; nacque di Maria Vergine
Il terzo articolo del Credo c'insegna che il Figliuolo di Dio ha preso un corpo e un'anima, come abbiamo noi, nel seno purissimo di Maria Vergine per opera dello Spirito Santo, e che è nato da questa Vergine.
84. Il Padre e il Figliuolo concorsero anche essi a formare il corpo e a creare l'anima di Gesù Cristo?
Si, a formare il corpo e a creare l'anima di Gesù Cristo concorsero tutte le tre Persone divine.»
( Catechismo di San Pio X.)

#### Teologia ortodossa
Per gli ortodossi, corpo e anima compongono la persona, e alla fine, corpo e anima verranno riuniti; quindi, il corpo di un santo condivide la santità dell'anima del santo.

#### Teologia protestante
Secondo il teologo protestante Oscar Cullmann, autore di Immortalità dell'anima o risurrezione?, pubblicato nel 1986,
Cullmann inoltre nel suo libro fa notare che la dottrina dell'immortalità dell'anima risale al II secolo e che deriva dalla analoga dottrina ellenica, presa a prestito dal cristianesimo.
In seguito, nella stessa opera, scrive:

### Islam
Nella religione islamica si ritiene che l'infusione dell'anima avvenga al termine del quarto mese di gestazione. Più nello specifico, la tradizione averroistica identifica le seguenti fasi: presenza o unione del liquido seminale nell'utero materno (Nutfa, primi 40 giorni di gestazione), comparsa di un grumo o coagulo si sangue (Alaqa, da 40 a 80 giorni), formazione di una massa carnea (Mudgha, da 80 a 120 gg, corrispondente allo stadio dell'embrione), integrazione dell'anima e possesso di una componente fetale spirituale (Khalqan Akhar, oltre i 120 gg).

### Induismo e religioni orientali
Nell'Induismo, e nelle religioni ad esso collegate, l'anima è l'aspetto più puro e sottile dell'esistenza umana, il principio che dà vita alla totalità, e che influenza e caratterizza l'evoluzione di un individuo nella sua completezza. Non ha "rivestimenti", viene infatti anche detta Anupadaka, cioè priva di aspetti che la separino dal resto della creazione. Il principio separativo, "ego", è soltanto un riflesso limitato di questa immensa energia.
Nelle diverse vite che l'uomo si trova a vivere attraverso la reincarnazione, le esperienze vissute entrano a far parte del bagaglio dell'anima, che ha così la possibilità di ricordarle tutte. Il fatto di non ricordare nulla delle vite passate può dare un'idea della distanza che si viene ogni volta a creare tra la percezione che l'uomo ha di sé stesso durante la vita (ego) e la sua vera natura (anima).

Soltanto gli iniziati e i maestri riescono a ricordare le vite precedenti, perché la loro identificazione non è più con l'ego inferiore ma con il vero principio unificatore, e la sintonia con la loro anima è pressoché perfetta.
Tutte le pratiche Yoga e, più in generale, molte delle diverse articolazioni delle filosofie e religioni orientali hanno sostanzialmente come obiettivo la liberazione dalla schiavitù dell'ego, intendendo quest'ultimo come un'illusione (maya) apportatrice di sofferenza che si perpetua attraverso l'incessante ciclo delle reincarnazioni (samsara).
Nella tradizione esoterica si parla di anima individuale (Jiva) e anima suprema (Ātman). Poiché lo Yoga si pone appunto come obiettivo la fusione del jiva nell'atman, del sé individuale con quello supremo (Brahman impersonale o Bhagavat personale), esso mira in tal modo alla vera realizzazione spirituale e alla fine della sofferenza. L'Ātman, letteralmente «respiro», può quindi essere inteso in una doppia accezione, sia come "anima del mondo", sia come princìpio dell'anima individuale.

### Fede baháʼí
La Fede baha'i afferma che "l'anima è un segno di Dio, una gemma celeste la cui realtà l'uomo più dotto non è riuscito a cogliere, e il cui mistero nessuna mente, per quanto acuta, potrà mai sperare di svelare". Bahá'u'lláh ha affermato che l'anima non solo continua a vivere dopo la morte fisica del corpo umano, ma è, di fatto, immortale. Il paradiso può essere visto in parte come lo stato di vicinanza dell'anima a Dio; e l'inferno come stato di lontananza da Dio. Ogni stato è una conseguenza degli sforzi individuali, o della loro mancanza, per svilupparsi spiritualmente. Bahá'u'lláh insegnò che gli individui non hanno esistenza prima della loro vita qui sulla terra e l'evoluzione ideale e spirituale dell'anima è sempre e solo quella verso Dio, allontanandosi con la morte terrena dal mondo materiale.

## Il concetto di anima presso i popoli primitivi
Secondo le credenze sciamaniche, sono gli spiriti a muovere il creato, ancora prima degli dei. Gli spiriti sono presenti in tutti gli esseri viventi, e il loro rango è proporzionale alla creatura che animano. Ne conseguiva che con la morte, l'essere umano entrava nella dimensione degli spiriti, superiore a quella terrena, e quindi la necessità di onorare il defunto, non solo per l'affetto, ma soprattutto perché da quel piano elevato poteva benedire i vivi. Da questo nasce anche la paura dei morti: una persona oppressa e maltrattata durante la propria vita poteva in qualche modo vendicarsi una volta giunta nel reame superiore.
Talora una persona poteva subire la perdita dell'anima a causa di eventi traumatici, per recuperare la quale lo sciamano poteva compiere un viaggio nelle altre dimensioni, non privo di pericoli, per andarla a recuperare.

### Le ultime interpretazioni

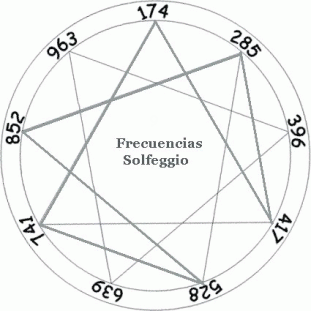
Schema di Solfeggio frequencies

A metà degli anni '70, gli americani Joseph Puleo e Leonard Horowitz, studiando vari testi religiosi, in primis la Bibbia, scoprirono 6 frequenze musicali, o frequenze di solfeggio: 396 Hz, 417 Hz, 528 Hz, 639 Hz. Hz, 741 Hz e 852 Hz. Ascoltare musica con queste frequenze, secondo numerosi studi, può migliorare lo stato psicologico di una persona. Secondo i seguaci coincidono con le vibrazioni dei chakra umani, che emettono in uno stato di salute. Inoltre, come notato dai ricercatori, gli strumenti musicali del mondo antico erano accordati principalmente sulla frequenza di 432 Hz, che, secondo dati recenti, non è inclusa nell'elenco delle principali frequenze del solfeggio, ma ha un effetto calmante effetto.

## Lessico, modi di dire, uso figurato
In generale, l'uso figurato di anima allude a qualcosa dotato di movimento e di vita (spesso più immaginaria che reale), oppure a qualcosa di segreto ma essenziale, che in qualche modo cambia la natura dell'oggetto in cui si installa.
- Nei manufatti si definisce anima la componente dura, portante, interna, non visibile ma essenziale dell'oggetto, ad esempio:
  - bastone animato: è un bastone da passeggio che nasconde al proprio interno una lama affilata;
  - anima da fonderia: è un particolare prodotto in materiale refrattario utilizzato nelle forme che serve ad ottenere cavità, rientranze o sotto squadri nei pezzi meccanici ottenuti da fusione;
  - anima in polietilene o in poliuretano dentro pannelli in alluminio;
  - in liuteria si intende per anima il pezzetto di legno incastrato, non incollato, tra il fondo e la tavola degli strumenti ad arco.
- I cartoni animati sono disegni che, proiettati in rapida successione, danno l'illusione del movimento (come se prendessero vita e fossero dunque dotati di anima)
- Un popolare proverbio recita: "La pubblicità è l'anima del commercio".
- Anima può essere una metonimia per "persona" in espressioni come "Un villaggio di poche anime".

C'è poi uno spettro semantico nel quale l'anima si riferisce ai morti:
- la buonanima di..., espressione popolare per alludere a un defunto;
- le anime sante, frequentemente stazionanti in purgatorio.
- In termini esoterici si intende per anima-gruppo, nube sintonica o fascio noûrico, una unità di spiriti disincarnati giunti ad un grado di evoluzione abbastanza elevato; non sarebbe una semplice comunità di spiriti affini bensì una unità vera e propria, una sorta di personalità collettiva. L'esistenza di anime-gruppo fu affermata dallo spirito del Myers (1843-1901) nelle sue comunicazioni alla medium Geraldine Cummins (1890–1969). Nel suo libro "Rapporto dalla dimensione X" (1973) Giorgio di Simone riporta le comunicazioni sullo stesso concetto riportate dall'Entità A.[85]